# Amiral Louzeau (D661)
Amiral Louzeau (D661) es una fragata en construcción del tipo Frégate de défense et d'intervention de la Marina Nacional francesa. Recibe su nombre en honor a Bernard Louzeau, un influyente almirante fallecido en 2019, pionero de la disuasión nuclear francesa.
La puesta en servicio de la fragata está prevista para 2025.

## Construcción

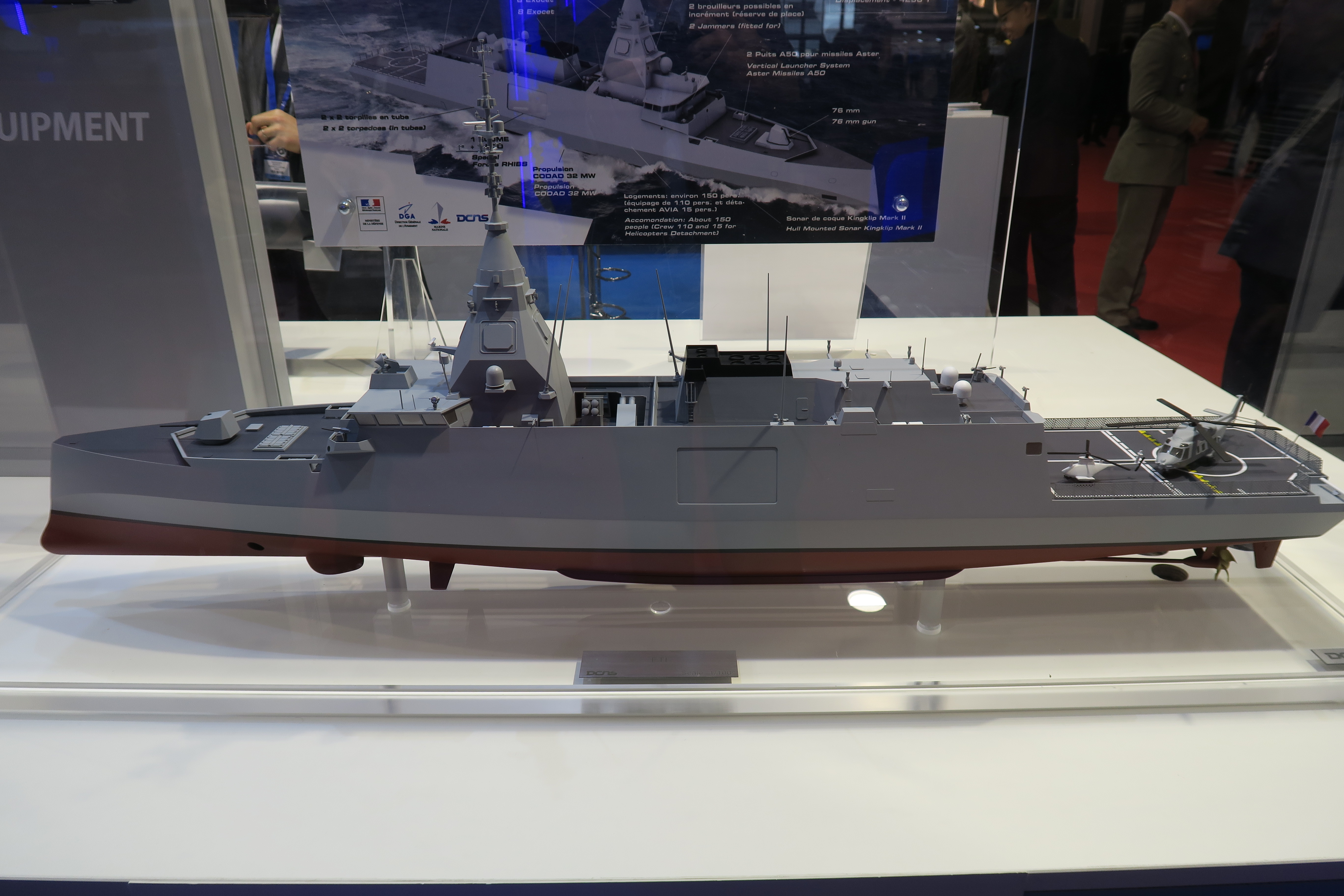
Maqueta de una fragata FDI.

La orden fue anunciada el 29 de marzo de 2021, al mismo tiempo que la de su buque gemelo, el Amiral Castex (D662).
Para esta fragata, que es la cuarta del programa y la segunda construida para la Armada francesa, el montaje industrial se incorpora a pocas cuadras del astillero griego de Salamina. A continuación, estos bloques se envían a Lorient para su montaje.
El corte de chapa comenzó el 15 de mayo de 2023.